# Spanje op het Eurovisiesongfestival 2007
Spanje nam deel aan het Eurovisiesongfestival 2007 in Helsinki (Finland). Het was de 45ste deelname van het land aan het festival.

## Selectieprocedure
In tegenstelling tot 2006 koos men opnieuw voor een nationale selectie.
Het programma genaamd "Mision Eurovision 2007" ging op zoek naar de beste kandidaat en het lied voor het festival.
Eerst waren er 4 voorrondeshows waren 3 kandidaten werden gekozen door het publiek en 2 door de jury. In de halve finale volgde men hetzelfde systeem.
In een 6de show werden de 5 liedjes gepresenteerd voor de 5 finalisten.
In de finale zelf werd het winnende lied gekozen door televoting.
| Volgorde | Artiest | Lied                   | Punten | Plaats |
| -------- | ------- | ---------------------- | ------ | ------ |
| 1        | NASH    | "Busco una chica"      | 20     | 4      |
| 2        | Nazaret | "Busco un hombre"      | 4      | 5      |
| 3        | NASH    | "I Love You Mi Vida"   | 85     | 1      |
| 4        | Nazaret | "Tu voz se apagará"    | 44     | 3      |
| 5        | Mirela  | "La reina de la noche" | 67     | 2      |

## In Helsinki
In Griekenland moest Spanje optreden als tweede in de finale, net na Bosnië-Herzegovina en voor Wit-Rusland. Op het einde van de puntentelling hadden ze 43 punten verzameld, goed voor een twintigste plaats.
Men ontving 1 keer het maximum van de punten.
Nederland en België hadden respectievelijk 3 en 0 punten over voor deze inzending.

### Gekregen punten

#### Finale
| 12 punten     | 10 punten    | 8 punten   | 7 punten         | 6 punten      |
| ------------- | ------------ | ---------- | ---------------- | ------------- |
| - Albanië     |              | - Portugal |                  | - Frankrijk   |
| 5 punten      | 4 punten     | 3 punten   | 2 punten         | 1 punt        |
| - Zwitserland | - Montenegro | - België   | - Israël - Malta | - Griekenland |

### Punten gegeven door Spanje

#### Halve Finale
Punten gegeven in de halve finale:
| 12 punten | Andorra   |
| 10 punten | Bulgarije |
| 8 punten  | Portugal  |
| 7 punten  | Slovenië  |
| 6 punten  | Moldavië  |
| 5 punten  | Servië    |
| 4 punten  | Noorwegen |
| 3 punten  | Georgië   |
| 2 punten  | Turkije   |
| 1 punt    | Hongarije |

#### Finale
Punten gegeven in de finale:
| 12 punten | Roemenië    |
| 10 punten | Bulgarije   |
| 8 punten  | Armenië     |
| 7 punten  | Oekraïne    |
| 6 punten  | Moldavië    |
| 5 punten  | Duitsland   |
| 4 punten  | Rusland     |
| 3 punten  | Slovenië    |
| 2 punten  | Griekenland |
| 1 punt    | Servië      |

1961 · 1962 · 1963 · 1964 · 1965 · 1966 · 1967 · 1968 · 1969 · 1970 · 1971 · 1972 · 1973 · 1974 · 1975 · 1976 · 1977 · 1978 · 1979 · 1980 · 1981 · 1982 · 1983 · 1984 · 1985 · 1986 · 1987 · 1988 · 1989 · 1990 · 1991 · 1992 · 1993 · 1994 · 1995 · 1996 · 1997 · 1998 · 1999 · 2000 · 2001 · 2002 · 2003 · 2004 · 2005 · 2006 · 2007 · 2008 · 2009 · 2010 · 2011 · 2012 · 2013 · 2014 · 2015 · 2016 · 2017 · 2018 · 2019 · 2020 · 2021 · 2022 · 2023 · 2024 · 2025